# 초기 코인 공개
초기 코인 공개(initial coin offering, ICO) 또는 암호화폐 공개란 블록체인 기술을 기반으로 새로운 암호화폐를 만들기 위해 불특정 다수의 투자자들로부터 초기 개발 자금을 모금하는 과정을 말한다. 킥스타터와 같은 크라우드펀딩(Crowdfunding)으로부터 일반인들 대상으로 백서와 영상을 공개하여 자금을 모금하는 과정에서 파생되었다. 주식 공개 모집을 의미하는 IPO에서 나온 말이다. 보통 새로운 암호화폐를 만들게 된 동기, 목적, 운영 방식, 전망 등의 내용을 담은 백서(White Paper)를 발행하고, 초기 투자자를 모집한다. ICO를 통해 투자한 자금은 해당 암호화폐가 발행되기 이전이라도 IOU를 통해 회수할 수 있다. 그러나 무분별한 ICO로 인해 투자금을 날리는 피해자가 생기는 부작용이 있다. ICO를 빙자한 다단계 금융 사기 사건이 적발되기도 했다.
비트코인 등 초창기 암호화폐는 반드시 채굴로만 암호화폐를 얻을 수 있었다. 그러나 이더리움 개발자인 비탈리크 부테린이 ICO로 손쉽게 거액을 버는 것을 보고, 현재는 대다수의 암호화폐 개발자들이 채택하고 있는 수익을 내는 방법이다.

## 종류
ICO의 종류에는 프라이빗 ICO와 퍼블릭 ICO가 있다. 프라이빗 ICO는 소수의 특정인이나 특정 기관에게 비공개적으로 ICO를 진행하는 것을 말한다. 반대로 퍼블릭 ICO는 불특정 다수를 상대로 공개적으로 ICO를 진행하는 것을 말한다. 보통 프라이빗 ICO를 먼저 진행한 후에 일정 기간이 지난 다음 퍼블릭 ICO를 진행한다.

## ICO, IPO 및 IEO의 개념
"ICO"라는 용어는 IPO와 유사하여 형성된다. 2019년 초, 거래소 플랫폼의 통제 하에 있는 ICO의 변형인 IEO가 개발되었다.
ICO와 IPO의 주요 차이점은 다음과 같다.
- ICO에는 IPO 및 기타 공공 재정 및 투자 활동에 대한 일반적인 국가 규제가 없다;[2]
- 토큰 및 암호화폐 구매자는 주식 구매자/소유자의 권한과 다를 수 있다. 특히, 토큰은 배당 기반일 수 있고 회사의 미래 이익에 참여할 수 있는 권리, 또는 전적으로 공리주의, 즉 회사의 서비스나 재화와 토큰을 교환할 수 있는 권리를 줄 수 있다;
- IEO에 참여하는 암호화폐 업체는 거래소의 검증을 받고, 사용자는 최소한 구매한 토큰을 받을 수 있다는 확신을 가질 수 있다.[3]

Howey Test를 사용하는 미국 증권거래위원회(SEC)에 따르면, 실용주의 토큰을 사용하는 선택은 종종 "보안"의 정의에 속하지 않기 위한 욕구에 의해 동기부여가 된다고 한다.
미국 증권거래위원회(SEC)는 2017년 7월 25일 보고서를 통해 가상 투자 펀드 The DAO의 ICO가 유가증권의 매매라는 사실을 밝혀냈다.

## 사례
2013년 당시 19세였던 비탈리크 부테린(Vitalik Buterin)은 ICO를 통해 암호화폐 개발 자금을 모아 2015년 이더리움(Ethereum)을 개발했다. 모바일고(Mobile GO)의 경우 ICO를 통해 600억원 이상의 초기 투자금을 확보했다. 게임 관련 코인인 네버다이(Neverdie)의 경우 11억 달러(약 1.2조원) 규모의 ICO를 진행하겠다고 발표했다. 2017년 3월 중국의 큐텀(Qtum)은 ICO를 통해 1,560억 달러의 투자자금을 모았다. 2017년 5월 한국인이 개발한 암호화폐인 보스코인(BOScoin)에 대한 ICO가 진행되어 135억원의 투자 자금을 모았다. 2017년 5월 기준으로 매달 20개 정도의 ICO가 진행되고 있다.
한편 사기 사례도 있는데 2017년 대한민국에서 모 코인이 수백억원 대 초기 코인 공개를 하였다. T업체는 코인을 발행, C업체는 가상화폐 홍보 기사를 작성하고, 다단계 판매조직을 이용해 가상화폐를 판매하여 전국 중장년 - 노년층을 대상으로 수백에서 수천만원의 투자금을 받았다. 개발 업체는 코인의 활용 가치를 강조했지만 실체가 모호했고 그 결과 피해자들이 발생했다.
금융감독원 등 정부 관계자에 따르면 2017년부터 2018년 8월 경까지 추정한 유사 수신 등의 피해 규모는 7에서 10조원에 달할 것이라고 한다. 코인의 특성 상 피해사실을 신고하더라도 조사가 시작되면 협조를 거부하는 피해자들이 많다고 한다. 또한 이를 수사할 인력도 부족한 상황이다. 한 법률 전문가는 ”한국 ICO시장이 블록체인 기술과 무관하게 투기와 사기가 판치는 기형적 시장이 돼가고 있다”고 하였다.

## 논란
초기 코인 공개에 대해서는 암호화폐 기술 개발 자금을 쉽게 확보할 수 있어서 관련 산업을 육성시킬 수 있다는 긍정적 견해와 반대로 선의의 피해자를 양산할 수 있으므로 금지시켜야 한다는 부정적 견해가 있다. 미국, 일본 등에서는 초기 코인 공개에 대해 긍정적 시각이 우세하지만, 중국, 한국 등에서는 부정적 시각이 강하다.
2017년 9월 초 중국 정부는 ICO를 불법 금융 행위로 규정하고 전면 금지시켰다. 9월 말 한국 정부도 일체의 ICO를 금지하겠다는 방침을 발표했다. 이러한 정부의 조치에 대해, 블록체인 관련 산업을 육성하기 위해서는 ICO 금지 조치를 취하지 않아야 한다는 반대 의견이 있다.

## 같이 보기
- 대안 화폐
- 디지털 자산

## 참조
1. ↑  “What Is an ICO?”. coindesk.com. 2022년 8월 22일에 확인함.
2. ↑  “Robinhood IPO And What It Means For The Crypto Industry”. kucoin.com. 2022년 8월 22일에 확인함.
3. ↑  “What is Pre-ICO or ICO Presale? ICO Watch List”. icowatchlist.com. 2022년 8월 22일에 확인함.
4. ↑  “SEC Issues Investigative Report Concluding DAO Tokens, a Digital Asset, Were Securities”. sec.gov. 2022년 8월 22일에 확인함.
5. ↑  강승만 (2018년 8월 10일). “국내 유사수신 등 사기 피해 최대 10조…’스캠’코인 수천여개”. Science Monitor. 2019년 1월 18일에 확인함.
6. ↑  한국, 모든 ICO 활동 금지 2017.09.29. https://www.the4thwave.co.kr/index.php/2017/09/29/ico_0929_1/ 보관됨 2017-11-28 - 웨이백 머신
7. ↑  "한국도 가상화폐 ICO 전면 금지”...암호화폐 싹 자를라 2017.09.29 http://mnews.joins.com/article/21983687